# Germaringen
Germaringen là một đô thị ở Ostallgäu bang Bayern thuộc nước Đức.